# Oscar Ismael Poltronieri
Oscar Ismael Poltronieri (Mercedes, Buenos Aires, 3 de febrero de 1962) es un soldado argentino, veterano de guerra de las Malvinas y único soldado conscripto vivo en recibir la Cruz al Heroico Valor en Combate (la máxima condecoración militar de Argentina según la Ley 22 607 de 1982) por su hazaña y heroísmo durante la batalla del monte Dos Hermanas. 
Pertenecía al Regimiento de Infantería 4 del Ejército Argentino, también en calidad de CC62.

## Biografía
Poltronieri nació el 3 de febrero de 1962 en la ciudad de Mercedes en la Provincia de Buenos Aires, hijo de Ismael Abel Poltronieri y María Esther Luciani, el primogénito de 5 hermanos. Eran gente «de a caballo» su padre trabajaba como puestero en la Estancia «Santa Catalina» de Mercedes y María Esther colaboraba con la familia realizando los quehaceres del hogar, trabajando en la chacra y cuidando las gallinas mientras su marido salía a recorrer el campo. Siguió haciéndolo hasta que su embarazo la obligó a hospitalizarse.
Poltronieri vivió los primeros 10 años de su vida en la estancia Santa Catalina y se crio como un «paisano»; aprendió de ellos a montar los caballos.
Cuando sus padres se separaron, se trasladó con su madre a la ciudad de Mercedes, estableciéndose en las cercanías del cementerio, en un barrio de casas humildes y de gente trabajadora, conocido entonces como «La Pampa Chica». En el nuevo hogar debió transformarse en el hombre de la casa y tuvo que abandonar sus estudios primarios para colaborar con la economía familiar. 
Tuvo cinco hermanos más de apellido Cisneros, fruto de un segundo matrimonio de su madre. Por entonces vio la necesidad de independizarse. Decidió partir tras su independencia y de un futuro mejor para ofrecer a su madre y hermanos. La ciudad de Roque Pérez lo regresó al cielo abierto de las pampas.
A los 13 años, la cosecha del maíz le ayudó a desarrollar la fuerza de sus brazos. Tiempo más tarde, consiguió trabajo: cuidar y montar caballos de polo en la Estancia La Virga.
Sintió la necesidad de salir de su cauce y partió en busca de mejor fortuna que acrecentara sus ingresos. La añosa arboleda de eucaliptos de «La Biznaga» lo vio partir para continuar su vida de gaucho en la Estancia La Peregrina. Allí conoció a un niño flaco y vivaz que con solo siete años se levantaba a «a escondidas» a las 4 de la mañana y observaba cómo los paisanos ensillaban sus caballos para salir al campo o para varear a los de raza. Como tenía buena escuela pese a su edad, se abocó a la tarea de enseñarle a montar y a ensillar, le enseñó que el caballo «infla» la panza cuando lo cinchan —para después aflojarla y hacer caer a su jinete— y le enseñó también a montar al estilo paisano, llevando las riendas en una mano para trabajar con el talero en la otra. Las familias Pascual y Castellani, de Roque Pérez, necesitaban hombres fuertes para la faena del campo y tuvieron también el honor de contarlo entre los suyos. 
Siendo jornalero, la vida exige buscar mejores pagas, además el trabajo del campo es por estaciones (a veces sobra y a veces escasea); yerra, siembra, cosecha, marca o esquila son por períodos cortos y las estancias contratan a este personal solo de manera temporaria. Al igual que otros paisanos, sentía la necesidad de obtener algo mejor y permanente, alguien «le había comentado que la pesca pagaba bien» por lo que previo pasar a saludar a su madre, tomó un ómnibus y recaló en Mar del Plata.
Al descender del colectivo sintió el fuerte olor del pescado; conoció por vez primera el océano, que le recordó a los sembrados de trigo en las pampas. Se sentía cansado y necesitaba una cama, a poco de caminar encontró una pensión y fue a dormir. Al día siguiente buscaría trabajo.
La fábrica San Cayetano había publicado un aviso. Todos los días descargaban montañas de peces plateados en el muelle de pescadores y necesitaban personal en las cámaras frigoríficas. Así, su cuerpo se fortaleció aún más acostumbrándose al frío de las congeladoras. Pasó un buen tiempo en Mar del Plata, cuidaba su dinero y los fines de semana, con otros jóvenes de su edad, iba a los bailes. No era su hábito la danza pero si era observador y gustaba disfrutar de la música.

## Guerra de Malvinas

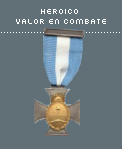
Cruz de la Nación Argentina al Heroico Valor en Combate

Como recluta en adiestramiento del servicio militar obligatorio, combatió en la guerra de las Malvinas, donde su destacado accionar y sus actos de entrega y desinteresado heroísmo le valieron ser uno de los dos únicos soldados conscriptos argentinos —el otro fue Félix Ernesto Aguirre del BIM5, muerto en combate— en recibir el reconocimiento de la Cruz al Heroico Valor en Combate.

Por sus acciones de combate durante la batalla del cerro Dos Hermanas, en donde era operador de una ametralladora, desoyendo la orden de retirada y quedándose combatiendo él solo, permitiendo el repliegue de todos sus compañeros a zonas seguras y aferrando al enemigo con su única boca de fuego, impidiéndole avanzar a todo el dispositivo ofensivo británico.

Poltronieri estuvo en combate en la Batalla del monte Dos Hermanas donde él inicialmente y después dos morteristas, el cabo Juan Antonio Barroso y el soldado Mario Javier Romero (armados con un mortero pesado), cubrieron la retirada del pelotón del subteniente Aldo Eugenio Franco con Poltronieri operando su ametralladora FN MAG luego de que los hombres de Franco habían cubierto el retroceso de los defensores del Dos Hermanas Norte a pesar de los fuertes y precisos disparos navales británicos.
El Capitán de Navío Peter Galloway del crucero ligero HMS 'Glamorgan' recordaría las comunicaciones de esa noche con el oficial naval que acompañaba a la Compañía 'Yankee' del Batallón de Comandos 45 en el combate final contra los hombres del subteniente Franco:

Estábamos apoyando a los comandos de los Marines Reales que estaban inmovilizados por una unidad de ametralladoras (subteniente Aldo Eugenio Franco y su sección de tiradores) y pidieron fuego, lo que significa que querían que sacáramos la ametralladora y lanzamos las primeras cinco rondas en el aire ... podías escuchar su voz resonando en la sala de operaciones y una pequeña palabrota salió, 'Lo golpearon' como si no esperara que lo hiciéramos ... Podías escucharlo corriendo con los Marines Reales y cuando se tiró a tierra dijo 'Dios  mío, hay otro más,' y pidió fuego nuevamente y es un proceso de cálculo muy complicado, pero creemos que también golpeamos a esa ametralladora con las segundas rondas. Fue así de rápido y cuando llegaron a la tercera ametralladora (operada por Oscar Poltronieri) dijo que los muchachos querían intentarlo ellos mismos con sus cohetes antitanque.

Poltronieri se ofreció a quedarse a cubrir la retirada de sus camaradas, se negó a las insistencias de retirarse. Su fuego detuvo el avance del pelotón del teniente Andy Shaw de la Compañía Yankee ―a pesar de un impacto bastante preciso de un misil antitanque Carl Gustav ordenado por el mayor Richard Davis― primero con el disparo preciso de su ametralladora y luego con un fusil abandonado. Antes de abandonar la posición, Poltronieri casi fue alcanzado, esta vez por un misil antitanque LAW disparado a corta distancia por el cabo Graham Bell del pelotón del teniente Shaw.
No contento con su defensa en Dos Hermanas, Poltronieri tomó nuevas posiciones más tarde esa mañana en el valle entre monte Longdon y monte Tumbledown, uniéndose a los hombres del Escuadrón de Exploración de Caballería Blindado 10, y volvió a abrir fuego durante el día con una ametralladora y fusil lo que obligó al 3er. Pelotón del teniente David Wright de la Compañía A del 3 PARA (3er. Batallón de Paracaidistas) abandonar la cumbre oriental de Longdon.

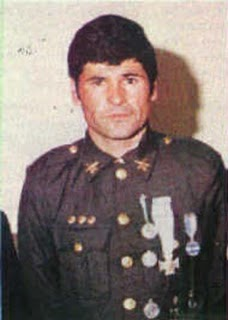
Soldado Poltronieri

Durante la Batalla de Monte Tumbledown Poltronieri guio al pelotón de ingenieros anfibios del teniente de corbeta Héctor Omar Miño en un contraataque contra los elementos avanzados de la Guardia Escocesa:

Allí hice «repeche» y me encontré con un teniente de Infantería de Marina con el que hicimos el avance; yo iba adelante y atrás venían un montón de compañeros, cuando escuché una voz que no era de las nuestras. Entonces le dije al oficial que adelante nuestro estaban los ingleses tirando tiros y tomando whisky, y éste les arrojó una granada; ellos respondieron con fuego hacia nosotros y le dieron a él. Desde entonces, hace 30 años, no lo vi más, pero me dijeron que está vivo.

Poltronieri más tarde ayudaría a cubrir (con una ametralladora) la retirada de varios soldados heridos en Tumbledown, según el soldado Pedro Francisco Adorno de su pelotón, que también resultó herido en la acción.
Aunque lo suponían muerto en acción por su unidad, fue recibido con total sorpresa y algarabía cuando sus oficiales, suboficiales y soldados lo vieron regresar, dos días después, de lo que presumían era una muerte segura.
El mismo mayor Oscar Ramón Jaimet (Jefe de la Compañía B del Regimiento 6) "reconoce" el heroísmo demostrado por Poltronieri en Dos Hermanas y el subteniente Augusto Esteban La Madrid (jefe del 3er Pelotón de Fusileros) confirmó para el show televisivo Animales sueltos que fue Poltronieri el soldado que guio el contraataque argentino en Tumbledown.

## Homenajes
A 40 años del conflicto bélico, hubo importantes conmemoraciones en el país. Se mencionó a Poltronieri como protagonista de la historia 'El héroe del Monte Dos Hermanas', concretada en 2010 en Argentina. La presentación de Kino Palais es en el marco de un programa dedicado al análisis del concepto de memoria a través del cine. Siete programas en los que se repasan retratos del segmento más negro de la historia reciente del país. La dirección del film es de Rodrigo Hernán Vila.
La banda de metal pesado "Raza 1982" compuso y le dedicó el tema "A Oscar Poltronieri".